# Grêmio Foot-Ball Santanense
Il Grêmio Foot-Ball Santanense, noto anche semplicemente come Grêmio Santanense, è una società calcistica brasiliana con sede nella città di Sant'Ana do Livramento, nello stato del Rio Grande do Sul.

## Storia
Il club è stato fondato l'11 giugno 1913, adottando il nome del Grêmio e i colori dell'Internacional. Ha vinto il Campionato Gaúcho nel 1937, e il Campeonato Gaúcho Série B nel 1967.

## Palmarès

### Competizioni statali
- Campionato Gaúcho: 1

1937
- Campeonato Gaúcho Série B: 1

1967